# Elaphrus lapponicus
Elaphrus lapponicus  (лат.) — вид жуки-жужелиц из подсемейства тинников. Известно два подвида: номинативный подвид распространён в Северной Европе (Финляндия, Великобритания, Латвия, Норвегия), России и США (Аляска), подвид E. l. obliteratus - в Аляске. Длина тела имаго 7,8—11,2 мм.